# Kolbergerstraße 5 (München)

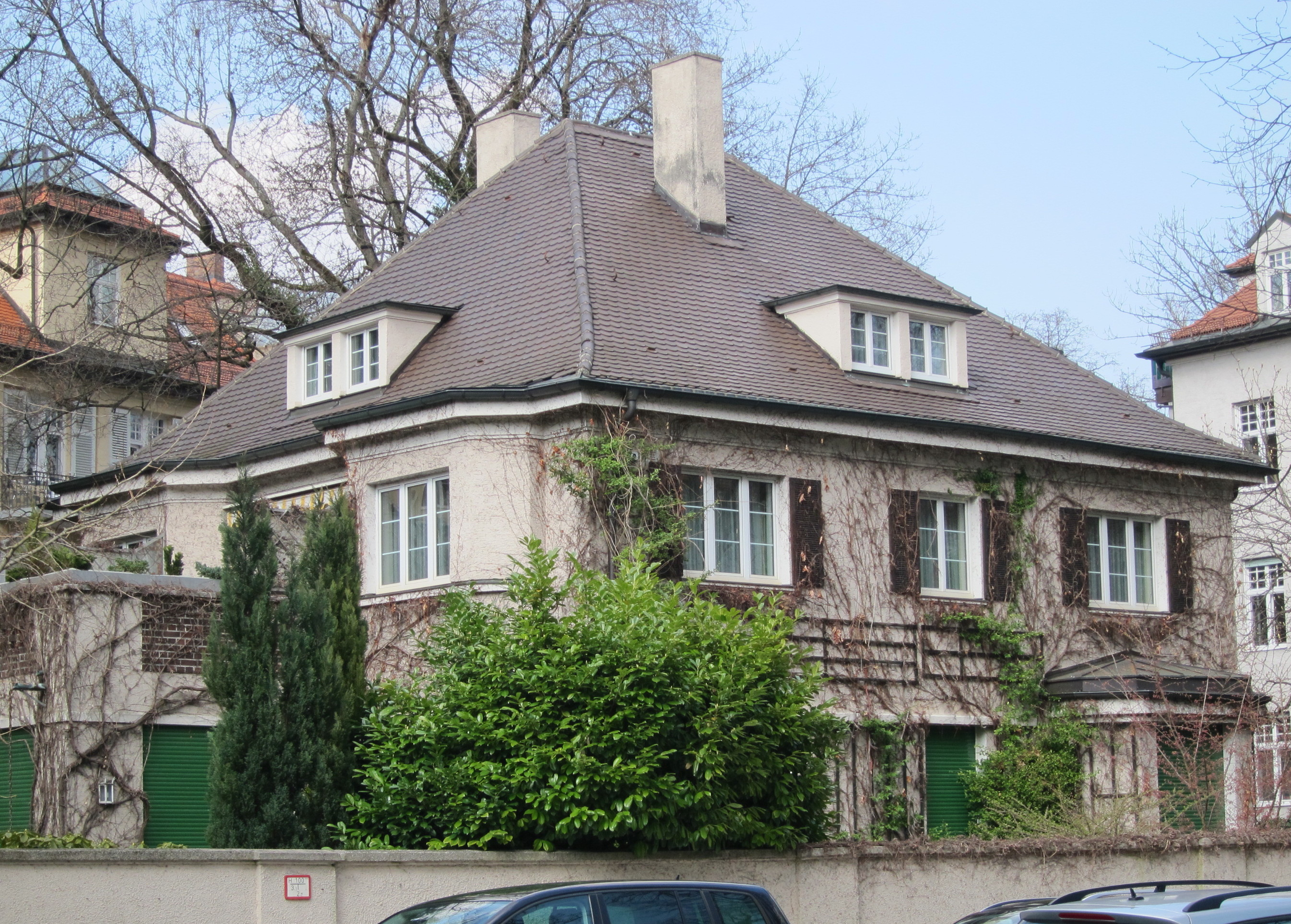
Villa mit Wintergarten

Die Walmdachvilla an der Kolbergerstraße 5 im Münchner Herzogpark im Stadtbezirk Bogenhausen wurde 1923 erbaut und 2015 abgerissen. Sie war als Baudenkmal in der Denkmalliste eingetragen. Über Erhalt oder Abriss der Villa kam es zu Auseinandersetzungen und einem Verfahren vor dem Verwaltungsgericht, das in einem Urteil vom Juli 2015 die Denkmaleigenschaft verneinte. Nach Vorlage der Urteilsbegründung verzichtete die Stadt München im Oktober 2015 auf eine Berufung gegen das Urteil.

## Gebäude

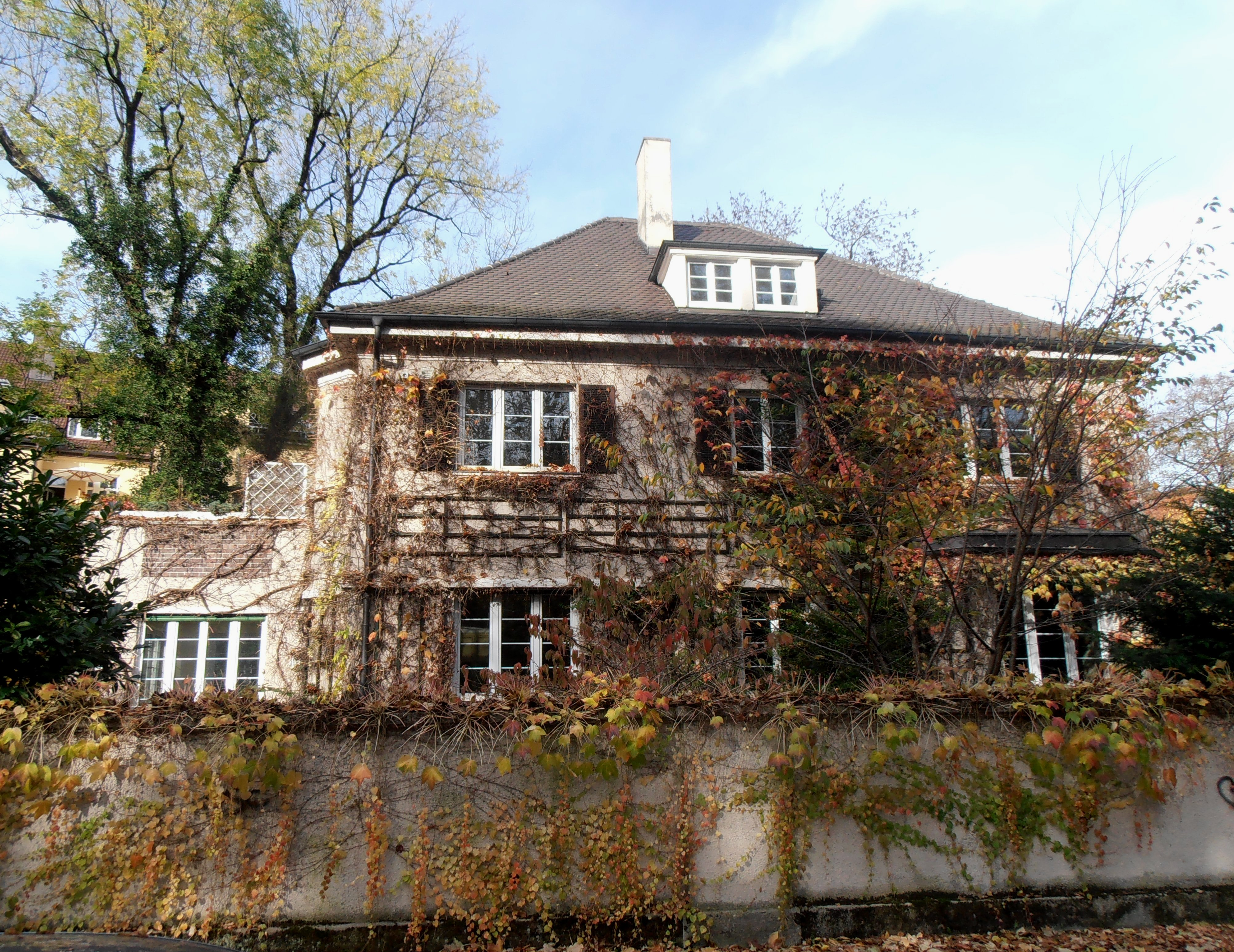
Villa, Frontseite

Die Villa war ein zweigeschossiger Walmdachbau mit Wintergarten an der Südwestseite und mehreren Erkern; die Fassade war mit Kalk-Sand-Mörtel verputzt, an Südost- und Südwestseite fanden sich Dachgauben. Im Vergleich zu den Altbauten der Nachbarschaft, die zum Großteil aus der Zeit vor dem Ersten Weltkrieg stammen, war die Villa in schlichterem Stil gehalten. Das Haus war von einem großen Garten umgeben. Die zugehörige Garage und ein gemauerter Hühnerstall stammten noch aus der Bauzeit der Villa.

## Geschichte
Im Auftrag eines Bauingenieurs und Baustoffhändlers wurde die Villa 1923 von dem Architekten Joseph Kaiser errichtet, von dem in München noch eine Villa in Solln erhalten ist. In den Denkmallisten und bei den späteren Auseinandersetzungen um Erhalt oder Abriss kam es zeitweise zu Verwechslungen Joseph Kaisers mit dem bedeutenderen Hugo Kaiser, Erbauer des Münchner Hauptzollamts. Der Großteil der Altbauten der Umgebung war zur Bauzeit der Villa bereits seit einigen Jahren vorhanden; die Kolbergerstraße war im Jahr 1906 nach Wolfgang Kolberger benannt worden. Den Zweiten Weltkrieg überstand das Haus unbeschadet.
In die Landesdenkmalliste wurde das Haus mit Beginn ihrer Führung im Jahr 1973 als Baudenkmal eingetragen, 1981 wurde der Denkmalstatus überprüft und trotz vorhandener Zweifel bestätigt. Vier Jahre später jedoch wurde das Innere der Villa umgebaut, wobei Teile der Innenausstattung entfernt wurden, unter anderem zwei nichttragende Wände und der Holzfußboden; außerdem wurde der Wintergarten vergrößert, die Fenster erneuert. Das Landesamt für Denkmalpflege hatte dem Umbau seinerzeit zugestimmt; Anlass und genauer Hergang von Umbau, Genehmigung und Prüfung durch das Landesamt war zunächst aus den Akten jedoch nicht zu klären. Nachdem die jetzige Eigentümerin, eine Immobiliengesellschaft, eine Überprüfung der Denkmalwürdigkeit der Villa beantragt hatte, wurde das Haus im Januar 2013 nach einem Ortstermin von der Denkmalliste gestrichen, als Begründung wurden der Umbau und der daraus resultierende Verlust der historischen Innenausstattung angeführt.
Gegen die Streichung von der Denkmalliste und den bereits für Sommer 2013 geplanten Abriss des Hauses formierte sich Widerstand aus den Reihen von Anwohnern, es wurde noch im gleichen Winter eine Bürgerinitiative für den Erhalt der Villa gegründet, eine Petition gestartet, Unterschriften wurden gesammelt und zusammen mit dem Stadtrat Robert Brannekämper wurde eine Protestkundgebung organisiert. Der Bezirksausschuss Bogenhausen und die untere Denkmalbehörde schlossen sich dem Votum der Bürgerinitiative an, die zuständige Baubehörde erließ ein vorläufiges Abrissverbot.
Auf Empfehlung des Landesdenkmalrates – eines Gremiums mit lediglich beratender Funktion – und nach neuer, genauerer Prüfung der Genehmigungen für den Umbau in den 1980er Jahren setzte das Landesdenkmalamt, das bis dahin auf der Streichung beharrt hatte, die Villa im Sommer 2013 wieder auf die Denkmalliste. Gegen diese Entscheidung hat der Alleingesellschafter der Immobiliengesellschaft, der Villa und Grundstück gehören, Klage beim Verwaltungsgericht eingelegt.
Im Verfahren legte die Immobiliengesellschaft mehrere Gutachten vor, die der Kolbergerstraße 5 einen Denkmal-Status absprachen. Ein Gutachten der Stadt München bestätigte den Status der Villa als Denkmal. Das Verwaltungsgericht ordnete im Juli 2014 die Einholung eines eigenen Gutachtens durch einen Bauhistoriker an. Dieser erklärte während der Verhandlung, dass die Villa durch die Umbauten in den 1980er Jahren ihre Denkmaleigenschaft verloren habe. Vom Gericht wurden Zweifel an der rechtmäßigen Aufnahme von Kolbergstraße 5 in die Denkmalliste 1973 laut. In seinem Urteil verneinte das Verwaltungsgericht den Denkmal-Status der Villa und gab dem Eigentümer Recht.
Der Bezirksausschuss Bogenhausen forderte die Stadt München im August 2015 auf, Berufung gegen das Urteil einzulegen.
Die Stadt verzichtete im Oktober 2015 wegen mangelnder Erfolgsaussichten auf eine Berufung vor dem Bayerischen Verwaltungsgerichtshof. Anfang Dezember 2015 begannen die Abrissarbeiten.

## Geplanter Neubau
Geplant ist der Bau einer fünfgeschossigen Anlage mit neun Eigentumswohnungen auf insgesamt 1600 m². Nach Angaben des Bauträgers plant der hochbetagte frühere Besitzer der Villa den Einzug im Neubau.
Als Architekt wurde David Chipperfield unter Vertrag genommen, der auch das Münchner Haus der Kunst sanieren soll. Chipperfields Entwurf wurde im September 2013 an der Technischen Universität München einem Fachpublikum aus angehenden Architekten vorgestellt; er soll historisierende Themen benachbarter Gebäude in moderner Form aufgreifen; in der Höhe ist der geplante Neubau mit zurückgesetztem Dachgeschoss mit den bereits bestehenden benachbarten Häusern vergleichbar.